# ニューヨークの少年
「ニューヨークの少年」（原題：The Only Living Boy in New York）は、サイモン&ガーファンクルが1970年に発表した楽曲。

## 概要
1970年1月26日発売のアルバム『明日に架ける橋』に収録された。同年3月24日、「いとしのセシリア」のB面曲としてシングルカットされた。
二人のバッキング・ボーカルはエコー・チェンバーを用いて録音され、8回ダビングが重ねられたという。参加ミュージシャンは、ジョー・オズボーン（ベース）、ラリー・ネクテル（オルガン）、フレッド・カーター・Jr（ギター）、ハル・ブレイン（ドラムス）。
エヴリシング・バット・ザ・ガールが1993年発売のベスト・アルバム『ホーム・ムーヴィーズ-ザ・ベスト・オブ・エヴリシング・バット・ザ・ガール』でカバーしている。シングルとしても発表され、彼らのバージョンはイギリスでTop 50にチャートインした。
アルバムが製作されていた1969年後半、アート・ガーファンクルは映画『キャッチ22』撮影のためレコーディング・スタジオに不在がちであった。"ニューヨークにひとり取り残された" ポール・サイモンの心境が歌詞に反映されている。
ポールとアートは10代半ばのころ「トム&ジェリー」というグループ名で活動していたことがあり、背の高い方のアートが「トム」を名乗っていた。冒頭の「トム、飛行機には時間どおり乗れよ／君の役はうまくいくはず／メキシコまで飛ぶんだ」はそのことをふまえており、事実映画はメキシコでロケ撮影されていた。